# Max Lindroth
Carl Max André Lindroth, född 24 augusti 1996 i Sävedalen, är en svensk professionell ishockeyspelare som spelar för EHC Kloten i NL. Efter att ha spelat juniorishockey för Borås HC och Örebro HK, gjorde Lindroth seniordebut säsongen 2016/17 då han spelade både för Hanhals IF och IF Troja-Ljungby i Hockeyettan. Han var med att ta upp Troja-Ljungby till Hockeyallsvenskan, där han spelade den efterföljande säsongen. Han återvände till Hanhals 2018, men avslutade säsongen 2018/19 med Tingsryds AIF i Hockeyallsvenskan.
Mellan säsongerna 2019/20 och 2021/22 spelade Lindroth för Linköping HC där han etablerade sig i SHL. Han tillbringade sedan en säsong med Färjestad BK. Säsongen 2023/24 inledde Lindroth med Frölunda HC och anslöt till finska HC TPS i Liiga i januari 2024. Säsongen 2024/25 tilldelades Juha Rantasila Trophy som går till backarnas främsta målskytt i Liiga. Sedan april 2025 tillhör han EHC Kloten.

## Karriär

### 2016–2019: Hockeyettan och Hockeyallsvenskan
Säsongen 2016/17 gjorde Lindroth seniordebut med Hanhals IF i Hockeyettan. Hans moderklubb är Partille HK och han hade tidigare spelat för Borås HC och Örebro HK som junior. Efter en stark säsong med Hanhals, där han var klubbens poängmässigt bästa back (26 poäng på 32 matcher), lämnade han laget i mitten av april 2017 för att istället avsluta säsongen med IF Troja-Ljungby. Han hjälpte sedan laget att avancera till Hockeyallsvenskan. På 16 matcher noterades han för sex poäng (tre mål, tre assist). Den 9 maj 2017 meddelades det att Lindroth förlängt sitt avtal med Troja-Ljungby med ytterligare en säsong. Den 20 september samma år spelade Lindroth sin första match i Hockeyallsvenskan. Den 24 november 2017 gjorde han sitt första mål i serien, på Oscar Fröberg, då laget föll med 3–2 mot Almtuna IS. På 45 grundseriematcher stod han för elva poäng (två mål, nio assist). Troja-Ljungby slutade sist i serien och degraderades till Hockeyettan sedan man slutat på tredje plats i kvalserien till Hockeyallsvenskan.
Den 13 augusti 2018 meddelades det att Lindroth återvänt till Hanhals IF. Lindroth hann endast spela 17 matcher för klubben, där han producerade sju mål och åtta assistpoäng, innan han lämnade laget för spel med Tingsryds AIF i Hockeyallsvenskan. Med Tingsryd noterades Lindroth för 13 poäng på 32 matcher (fyra mål, nio assist).

### Från 2019: Spel i SHL
Kort efter säsongens slut bekräftade Linköping HC i SHL att man skrivit ett tvåårsavtal med Lindroth. Han gjorde SHL-debut i säsongens andra match, mot Brynäs IF, den 17 september 2019. I samma match gjorde han sitt första SHL-mål, på Joacim Eriksson, och Linköping vann matchen med 4–3. Totalt spelade han 34 grundseriematcher och noterades för tre mål och fyra assistpoäng.
Säsongen 2020/21 blev Lindroths poängmässigt bästa i SHL dittills. Han missade endast en match av grundserien och stod för tolv poäng (tre mål, nio assist) på 51 matcher. Efter säsongens slut meddelades det den 8 april 2021 att han förlängt sitt avtal med Linköping med ytterligare två säsonger. I sin tredje säsong i SHL slog han sitt personliga målrekord då han på 42 grundseriematcher noterades för fyra gjorda mål. Linköping missade för tredje året i följd, med Lindroth i laget, att ta sig till SM-slutspel.
Den 16 juni 2022 stod det klart att Lindroth brutit sitt avtal i samförstånd med Linköping HC. Samma dag presenterades han som ett av Färjestad BK:s nyförvärv, då han skrivit ett ettårskontrakt med klubben. Han spelade 50 grundseriematcher för klubben och stod för tio poäng, varav fyra mål. Lindroth spelade därefter sitt första SM-slutspel då laget slutade på tredje plats i grundserien. I kvartsfinalserien mot Frölunda HC föll man dock med 4–3 och på dess matcher noterades Lindroth för två assistpoäng.
Den 25 april 2023 bekräftades det att Lindroth skrivit ett tvåårskontrakt med Frölunda HC. Efter att ha fått allt mindre speltid i klubben bekräftades det i slutet av januari 2024 att Lindroth lämnat Frölunda. Samtidigt bekräftade den finska klubben HC TPS att man skrivit ett kontrakt med Lindroth för återstoden av säsongen. Han gjorde debut i Liiga den 31 januari 2024. Den 21 februari samma år noterades han för ett hat trick och totalt fyra mål i en 6–0-seger mot Saimaan Pallo. Detta var det snabbaste hat tricket från matchstart i Liigas historia, nio sekunder snabbare än det tidigare rekordet från 2021. 
Backen sköt nämligen ett hattrick under matchens första 9:40 minuter – vilket är det snabbaste hattricket från matchstart i ligans historia. Samtidigt blev Lindroth den första backen i TPS att göra ett hat trick sedan 2002, samt att han också blev först någonsin i Liigas historia att göra sina fyra första mål i en och samma match. Han var även den förste backen att göra fyra mål i samma match sedan 1985. På 13 grundseriematcher noterades Lindroth för lika många poäng, varav fem mål. I det följande slutspelet tog sig laget till kvartsfinalspel genom att besegra Lukko med 2–1 i matcher i åttondelsfinal. Man föll sedan mot Tappara med 4–2 i matcher. På nio slutspelsmatcher stod Lindroth för fem assistpoäng och var därmed lagets poängmässigt bästa back.
Den 19 juni 2024 stod det klart att Lindroth förlängt sitt avtal med TPS med ytterligare en säsong. I slutet av september samma år stod han för hat trick i två matcher i följd, en bedrift som endast Jarno Kärki klarat av tidigare under 2000-talet i Liiga. Utöver detta var han den första backen i ligans historia att stå för detta konststycke. TPS var det sista laget att ta sig till slutspel då man slutade på tolfte plats i grundserien. Där noterades Lindroth för 52 poäng och vann lagets interna poängliga. Han kom tvåa i backarnas poängliga och vann backarnas skytteliga med 23 gjorda mål; för detta tilldelades han Juha Rantasila Trophy. I slutspelets första runda tappade TPS en 2–0-ledning till 2–3 i matcher mot Saimaan Pallo. Lindroth spelade tre av dessa matcher och stod för en assist.
Den 3 april 2025 stod det klart att Lindroth skrivit ett tvåårsavtal med den schweiziska klubben EHC Kloten i NL.

## Statistik
| 2016–17                  | Hanhals IF               | Div. 1                   | 32  | 8  | 18 | 26 | 20  | —  | — | — | — | — |
| 2016–17                  | IF Troja-Ljungby         | Div. 1                   | 3   | 0  | 0  | 0  | 2   | 13 | 3 | 3 | 6 | 4 |
| 2017–18                  | IF Troja-Ljungby         | HA                       | 45  | 2  | 9  | 11 | 8   | 10 | 0 | 1 | 1 | 0 |
| 2018–19                  | Hanhals IF               | Div. 1                   | 17  | 7  | 8  | 15 | 8   | —  | — | — | — | — |
| 2018–19                  | Tingsryds AIF            | HA                       | 32  | 4  | 9  | 13 | 18  | —  | — | — | — | — |
| 2019–20                  | Linköping HC             | SHL                      | 34  | 3  | 4  | 7  | 10  | —  | — | — | — | — |
| 2020–21                  | Linköping HC             | SHL                      | 51  | 3  | 9  | 12 | 22  | —  | — | — | — | — |
| 2021–22                  | Linköping HC             | SHL                      | 42  | 4  | 1  | 5  | 59  | —  | — | — | — | — |
| 2022–23                  | Färjestad BK             | SHL                      | 50  | 4  | 6  | 10 | 28  | 7  | 0 | 2 | 2 | 6 |
| 2023–24                  | Frölunda HC              | SHL                      | 34  | 2  | 3  | 5  | 14  | —  | — | — | — | — |
| 2023–24                  | HC TPS                   | Liiga                    | 13  | 5  | 8  | 13 | 8   | 9  | 0 | 5 | 5 | 4 |
| 2024–25                  | HC TPS                   | Liiga                    | 54  | 23 | 29 | 52 | 34  | 3  | 0 | 1 | 1 | 0 |
| SHL totalt               | SHL totalt               | SHL totalt               | 211 | 16 | 23 | 39 | 133 | 7  | 0 | 2 | 2 | 6 |
| Hockeyallsvenskan totalt | Hockeyallsvenskan totalt | Hockeyallsvenskan totalt | 77  | 6  | 18 | 24 | 26  | —  | — | — | — | — |
| Liiga totalt             | Liiga totalt             | Liiga totalt             | 67  | 28 | 37 | 65 | 42  | 12 | 0 | 6 | 6 | 0 |
| Division 1 totalt        | Division 1 totalt        | Division 1 totalt        | 52  | 15 | 26 | 41 | 30  | 43 | 3 | 4 | 7 | 4 |